# 1961 год в авиации
Список событий в авиации в 1961 году.

## События
Январь
- 7 января — основана авиакомпания TAM Aviação Executiva.

Март
- 18 марта — первый полёт советского двухместного барражирующего перехватчика дальнего радиуса действия Ту-128.

Май
- 4 мая — командующий военно-морским флотом США Малкольм Росс и командующий лейтенантом Виктор Пратер[англ.] установили новый мировой рекорд высоты воздушного шара при испытаниях скафандров, поднявшись на 113 740 футов (34 668 метров) над Мексиканским заливом на гелиевом шаре, прежде чем совершить плановую посадку в море. Вертолёт извлекает Росса из воды и безопасно доставляет его к противолодочной военной авианосцу USS Antietam (CVS-36), но Пратер впоследствии выскальзывает из стропа вертолёта и тонет после затопления его скафандра[1].

Июнь
- 20 июня — первый полёт вертолёта Ка-25.

Июль
- 9 июля — первый полёт вертолёта Ми-8.

Сентябрь
- 4 сентября — первый полёт военно-транспортного самолёта Ан-34.
- 28 сентября — первый полёт противолодочного самолёта Ил-38 (экипаж лётчика-испытателя В. К. Коккинаки).

Октябрь
- 7 октября — первый полёт вертолёта Ми-2 (лётчик-испытатель Г. В. Алфёров).
- 20 октября — в столице Нидерландов городе Амстердаме была создана Международная федерация ассоциаций авиационных диспетчеров. В этот день ежегодно отмечается Международный день авиадиспетчера профессиональный праздник авиадиспетчеров и работников занятых управлением воздушным движением.

### Без точной даты
- Основана авиакомпания Adria Airways.
- Основана авиакомпания Air Mikisew.
- Основана авиакомпания Luxair.
- Основана авиакомпания Yemenia.
- Основана авиакомпания Самара